# عبدالله باکیده
عبدالله باکیده کارگردان ایرانی است. وی فعالیت سینمایی را از سال ۱۳۴۸ در سینمای آزاد همدان با فیلم هشت میلیمتری نذر آغاز کرد. سپس از سال ۱۳۵۴ با دستیاری کارگردان در فیلم فریاد زیر آب به کارگردانی سیروس الوند وارد کار در سینمای حرفه‌ای شد و از سال ۱۳۵۸ به عنوان مسئول واحد فیلمسازی و کارشناس در کانون پرورش فکری کودکان و نوجوانان شروع به فعالیت کرد.وی به عنوان منتقد در کانون فیلم هشتگرد فعالیت دارد .

## فیلمشناخت

### فیلم سینمایی
- تو را دوست دارم (۱۳۷۸)
- صلیب طلایی (۱۳۷۱)
- پوتین (۱۳۷۰)

سریال تلویزیونی
- نبردی دیگر (۱۳۷۳)
- شرکت (۱۳۷۷)
- میهمانی از بهشت (۱۳۷۹)
- روشنایی دشت (۱۳۸۰)
- نقش بر آب (۱۳۸۱)
- اشغال (۱۳۸۲)
- بچه‌های هور (۱۳۸۴)

### دستیاری کارگردان
- کنار برکه‌ها (۱۳۶۵)
- سامان (۱۳۶۴)
- پرونده (۱۳۶۲)
- فریاد زیر آب (۱۳۵۶)

## نویسنده
- صلیب طلایی (۱۳۷۱)
- مقاومت (۱۳۶۵)

### بازنویسی فیلمنامه
- تو را دوست دارم (۱۳۷۸)

### پرداخت نهایی
- پوتین (۱۳۷۰)

### تهیه کنندگی
- کانی مانگا (۱۳۶۶)
- عشقولانس

### مدیریت تولید
- مهاجر (فیلم) (۱۳۶۸)
- دیده‌بان (فیلم) (۱۳۶۷)
- گذرگاه (۱۳۶۵)
- تنوره دیو (۱۳۶۴)

### مشاور تولید
- خون بس (۱۳۶۹)

### طراح صحنه و لباس
- پوتین (۱۳۷۰)

### طراح صحنه
- صلیب طلایی (۱۳۷۱)